# Clé de voûte (architecture)
Pour les articles homonymes, voir Clef de voûte.

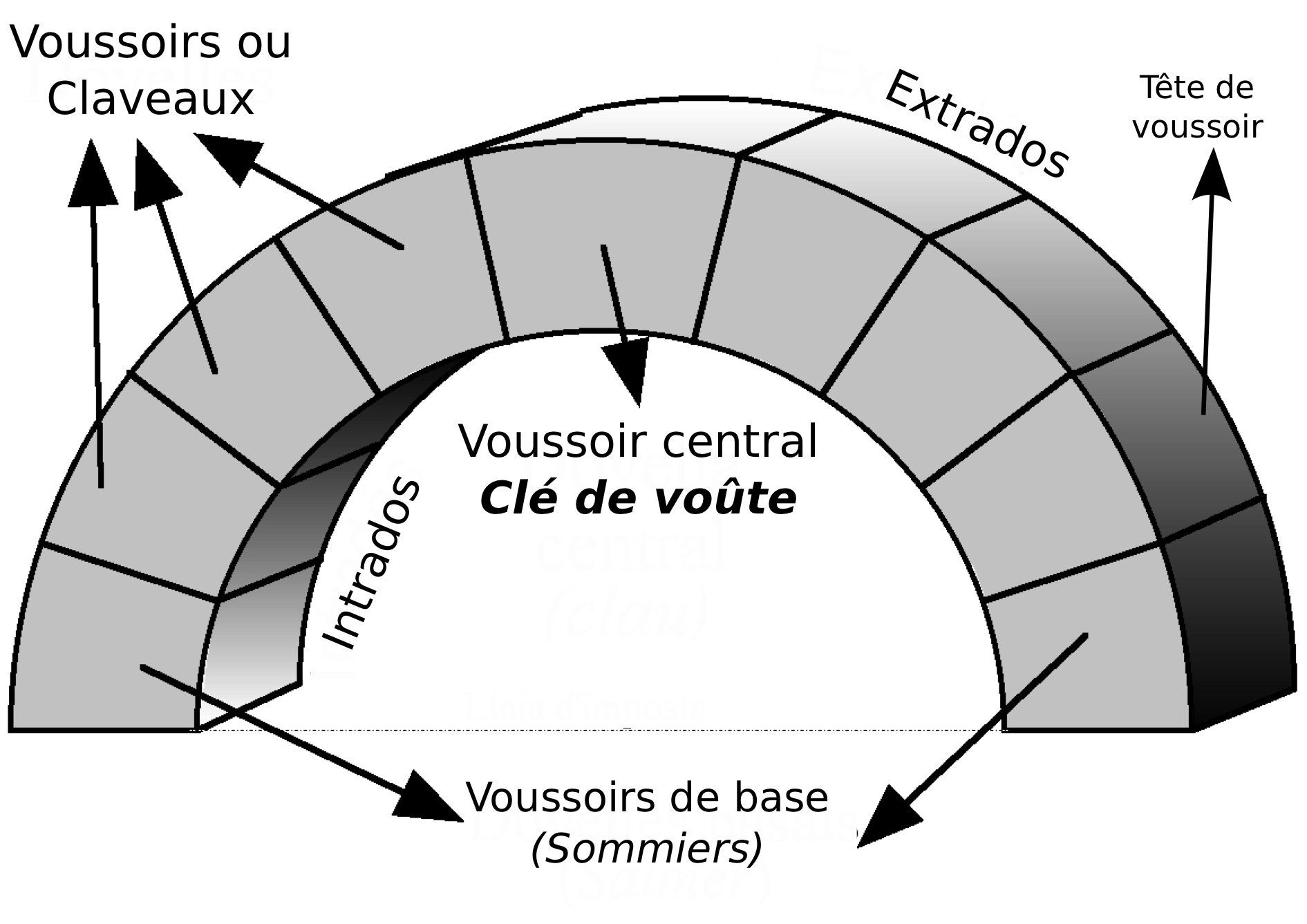
Parties d'un arc en plein cintre.

Une clé de voûte ou clef de voûte est une pierre placée dans l'axe de symétrie d'un arc ou d'une voûte pour bloquer les claveaux ou voussoirs.
Une clé pendante est un ornement de clé de voûte qui descend au-dessous de sa douelle. Elle apparaît dans l'architecture gothique.
Un œillard est une ouverture au centre de la clé de voûte.
La clé de voûte permettant l'équilibre entre les forces, il suffit qu'elle soit retirée pour que toute l’architecture qu'elle est censée maintenir s'effondre. Cependant, la clé a été étudiée pour être très résistante.

## Archéologie expérimentale
Il semble, d'après les travaux effectués sur le chantier du château de Guédelon, que la clef de voûte soit placée en premier sur les cintres et que les voussoirs soient installés ensuite. En effet, une clef de voûte doit être parfaitement symétrique pour renvoyer les forces de manière égale sur les voussoirs. Retailler une clef de voûte entraînerait un déséquilibre, alors qu'un voussoir peut être repris avec moins de problèmes d'équilibre pour la structure[réf. souhaitée].

## Galerie

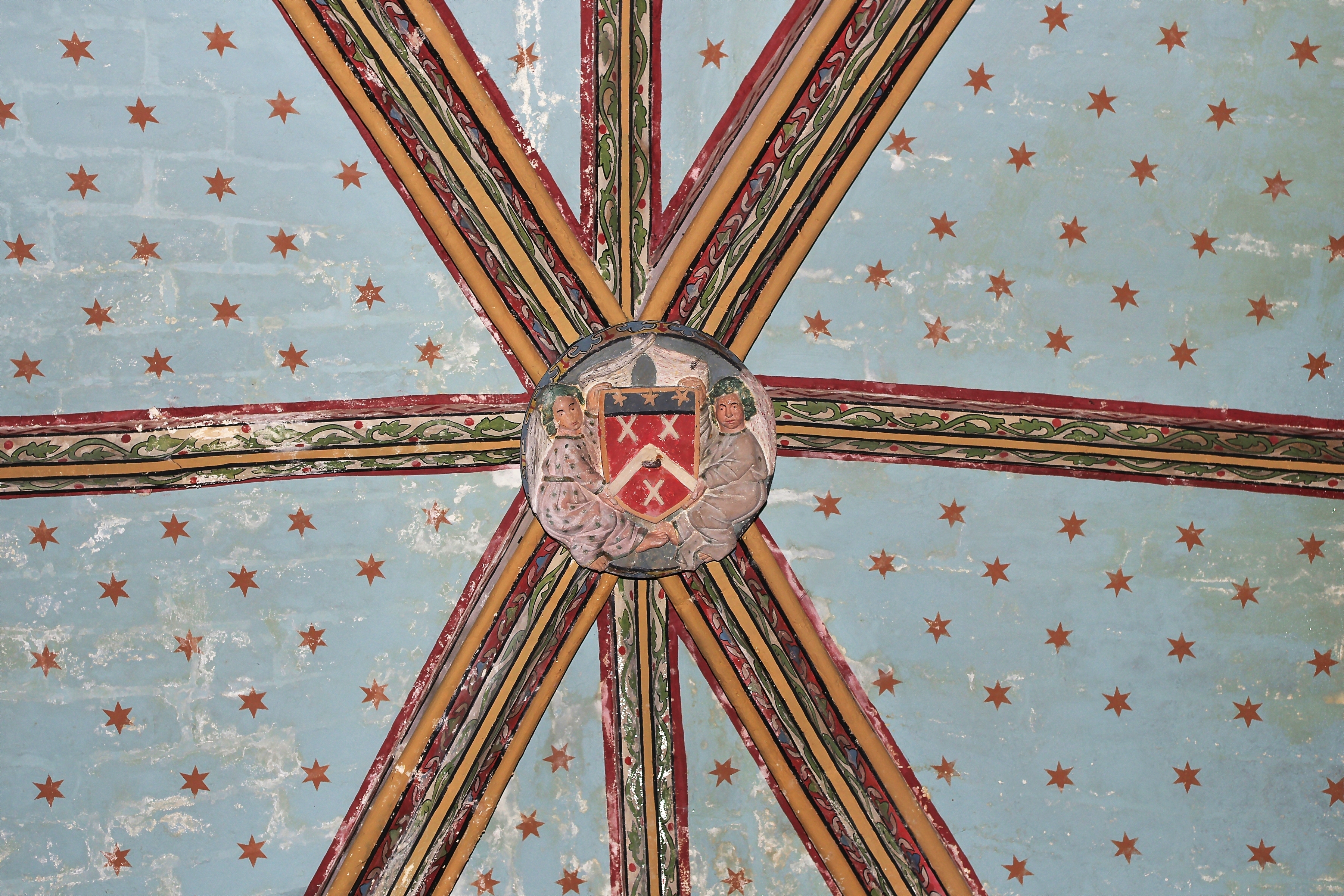
Clé de voûte armoriée, Église Saint-André d'Angoulême.
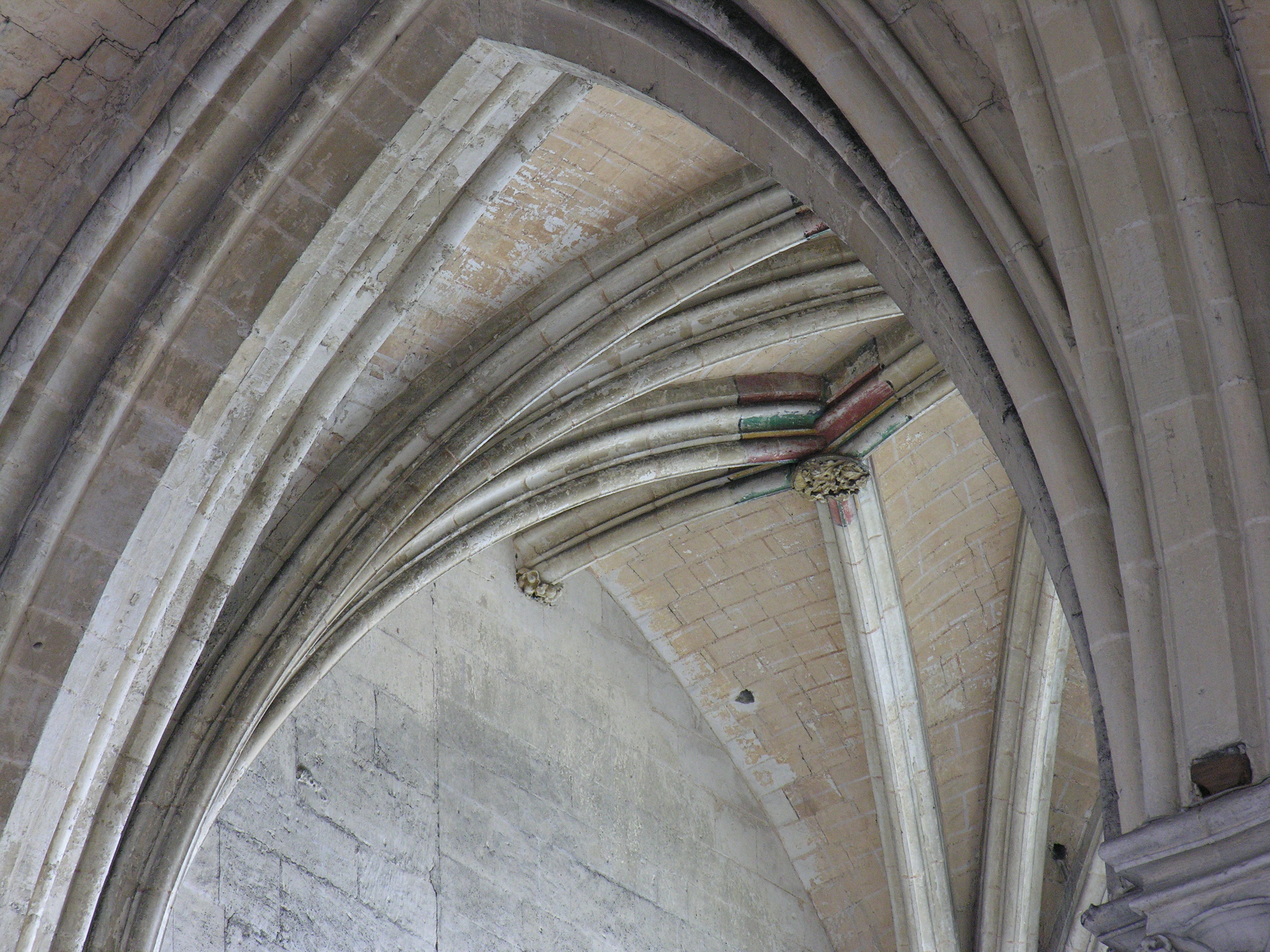
Clé de voûte, dans la cathédrale Notre-Dame à Amiens.
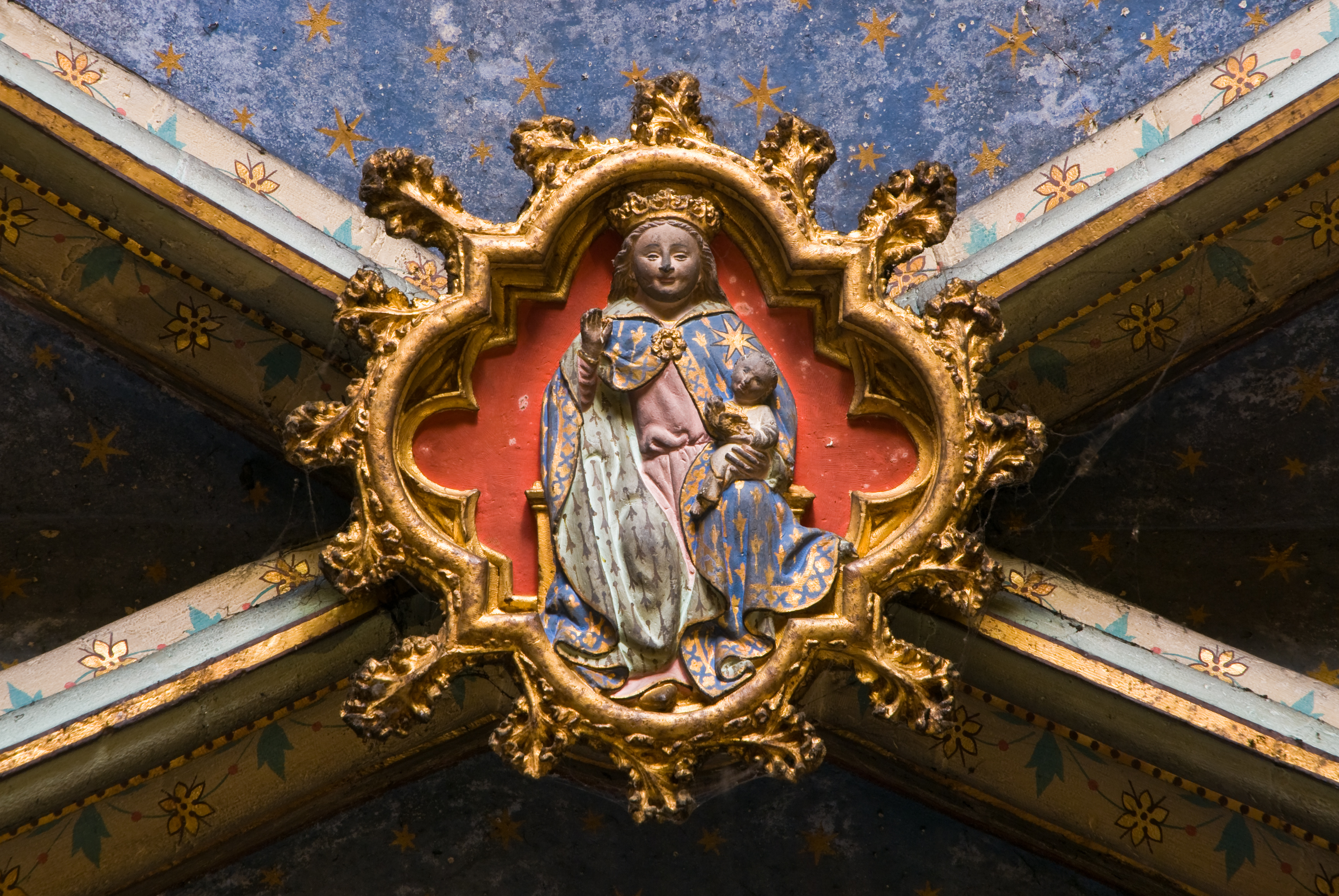
Clé de voûte décorée (cathédrale Saint-Étienne de Toulouse).
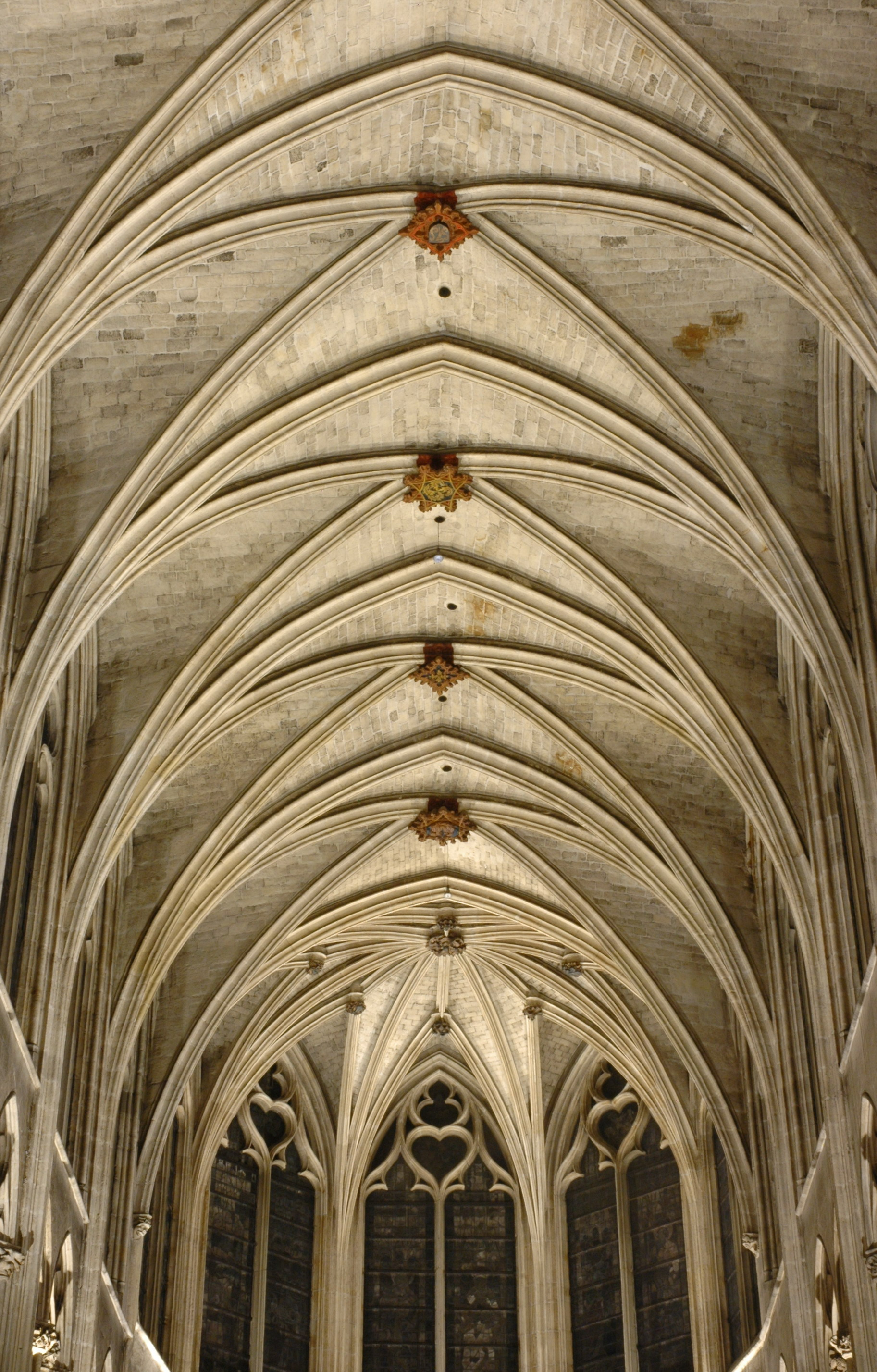
Clés de voûte décorées des voûtes d'ogives quadripartite de l'église Saint-Séverin à Paris.
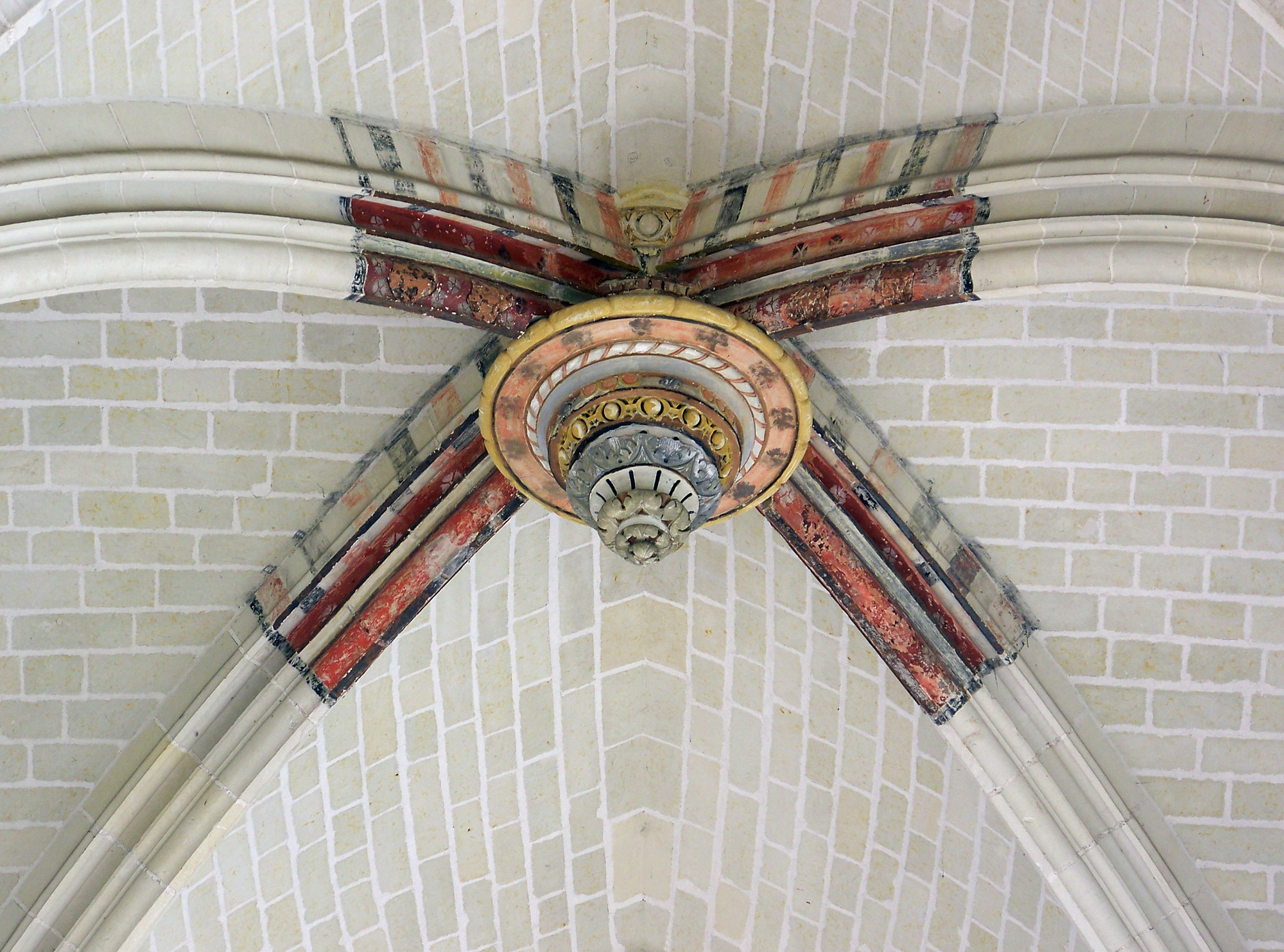
Clé de voûte pendante ornée (cathédrale Saint-Pierre-et-Saint-Paul de Nantes, France).
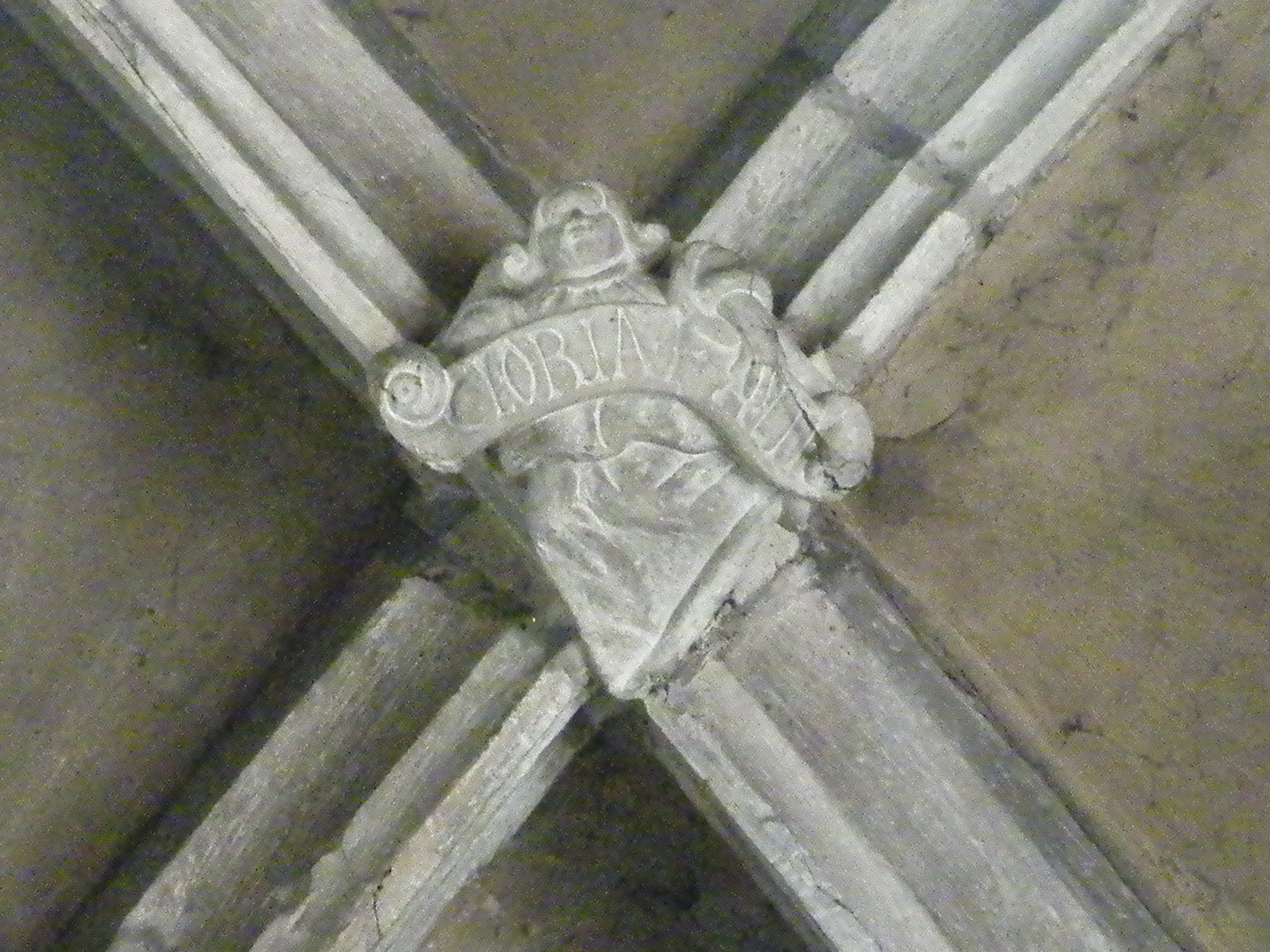
Clé de voûte Gloria in altis église Saint-Mansuy de Fontenoy-le-Château.
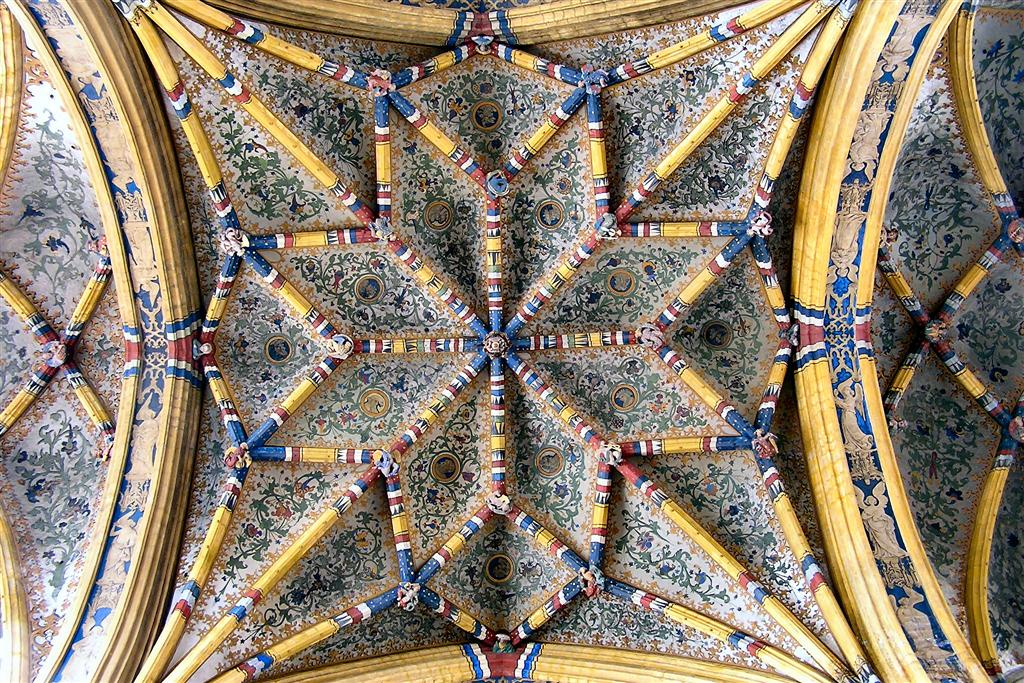
Église Saint-Jacques-le-Mineur de Liège (1015-1538), l'église comporte 140 clés de voûte.
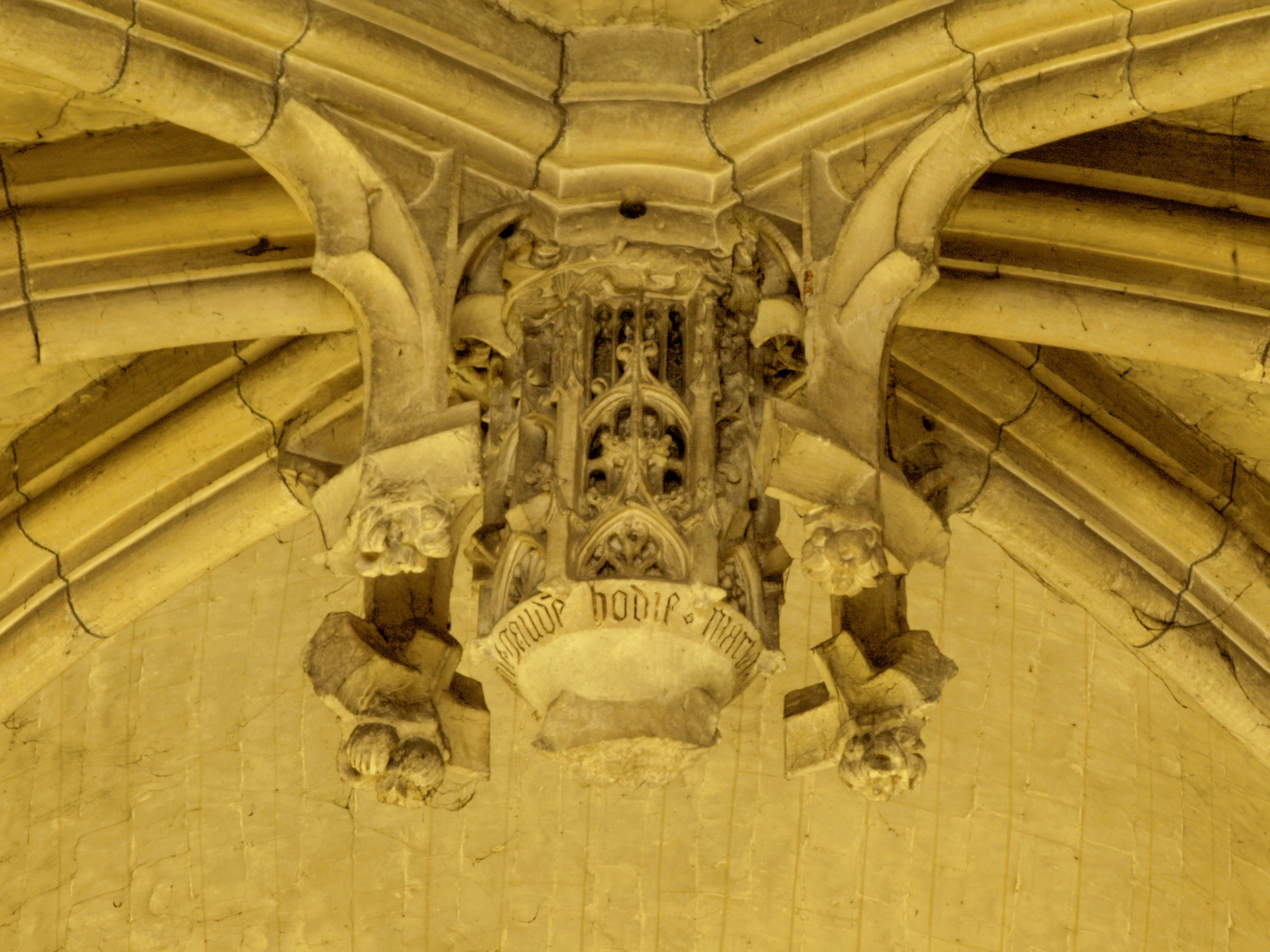
Clé de voûte pendante ouvragée dans l'église de Pont-sur-Yonne.
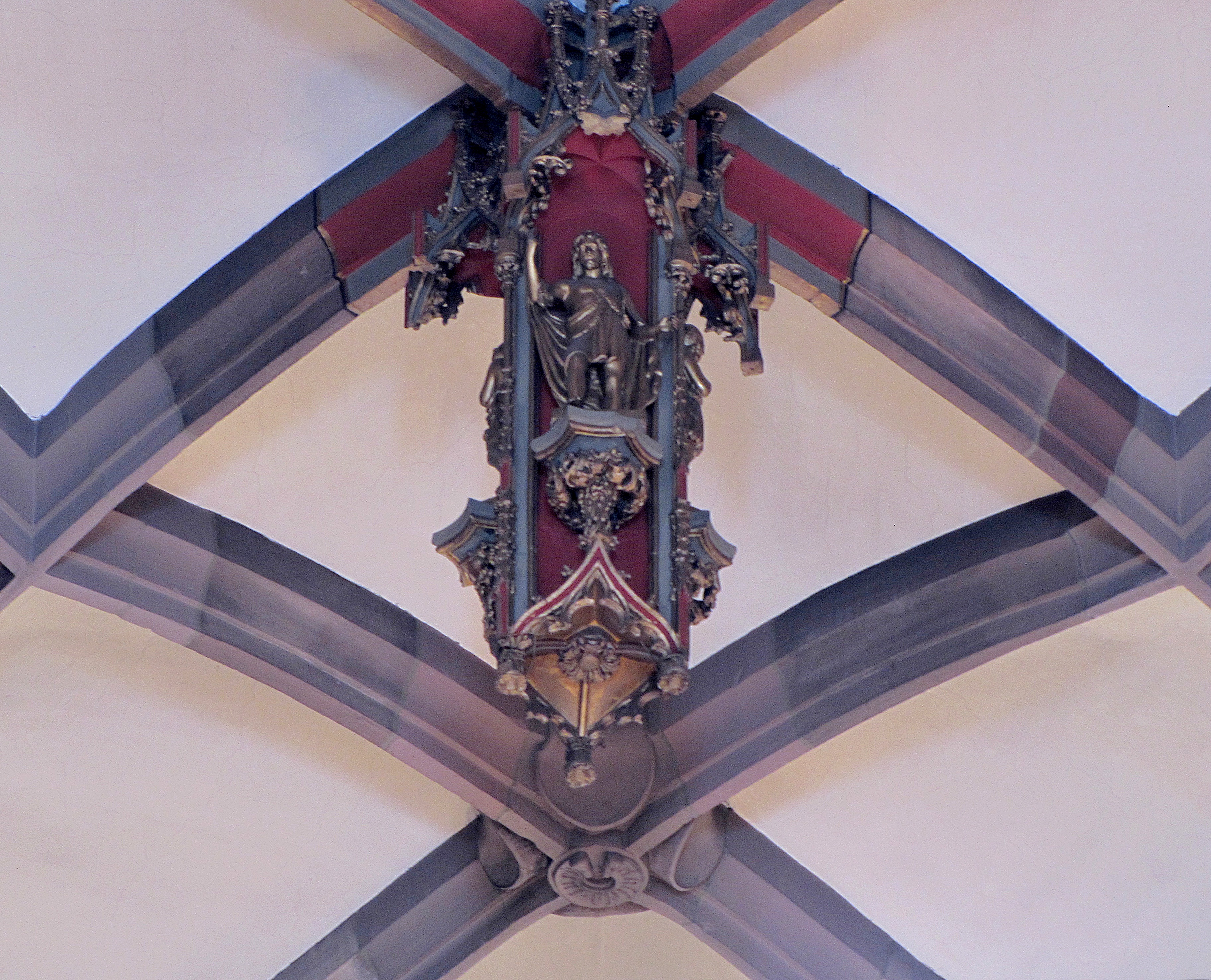
Clé de voûte pendante néo-gothique.
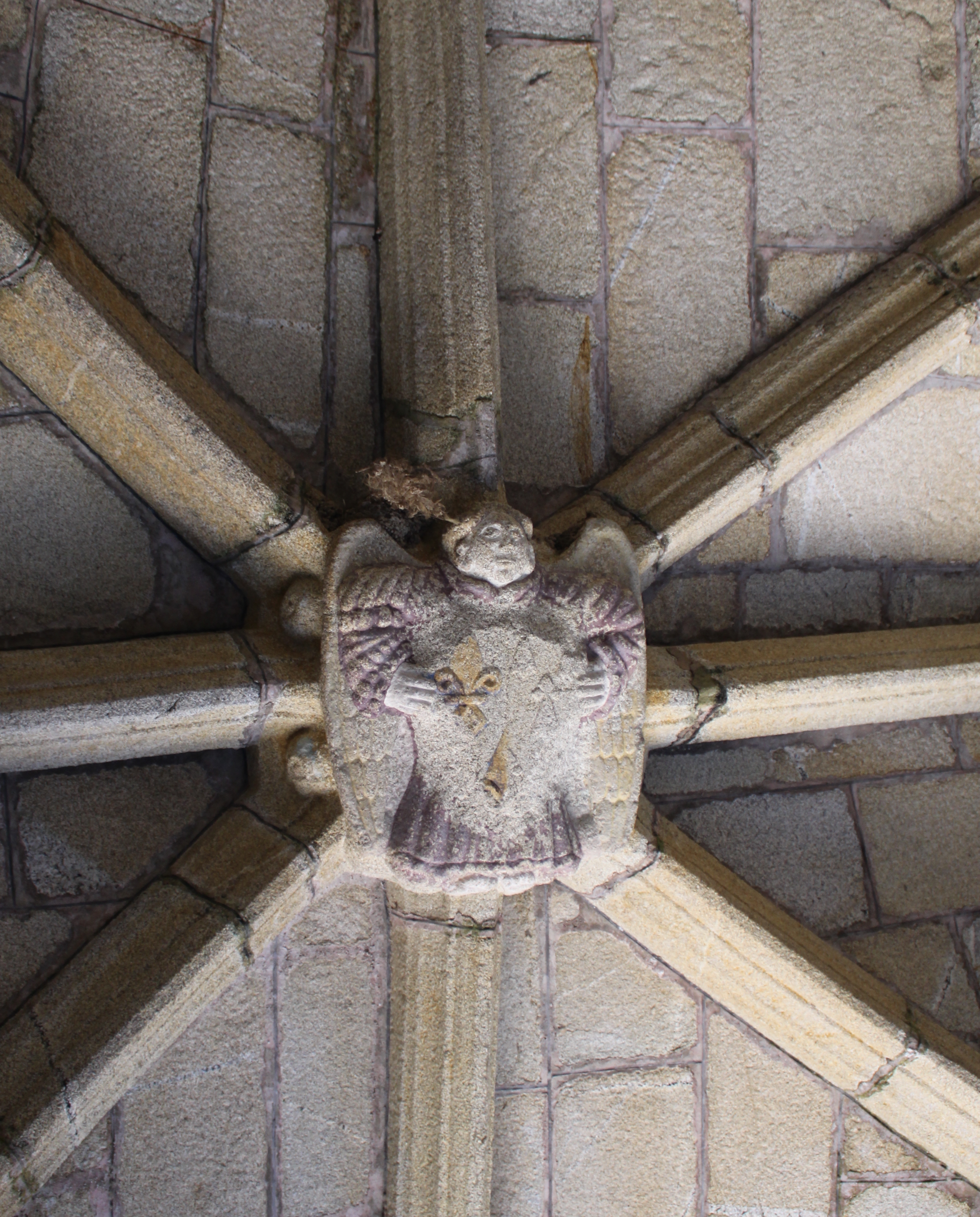
Clé de voûte armoriée dans l'église Notre-Dame de Roscoff.
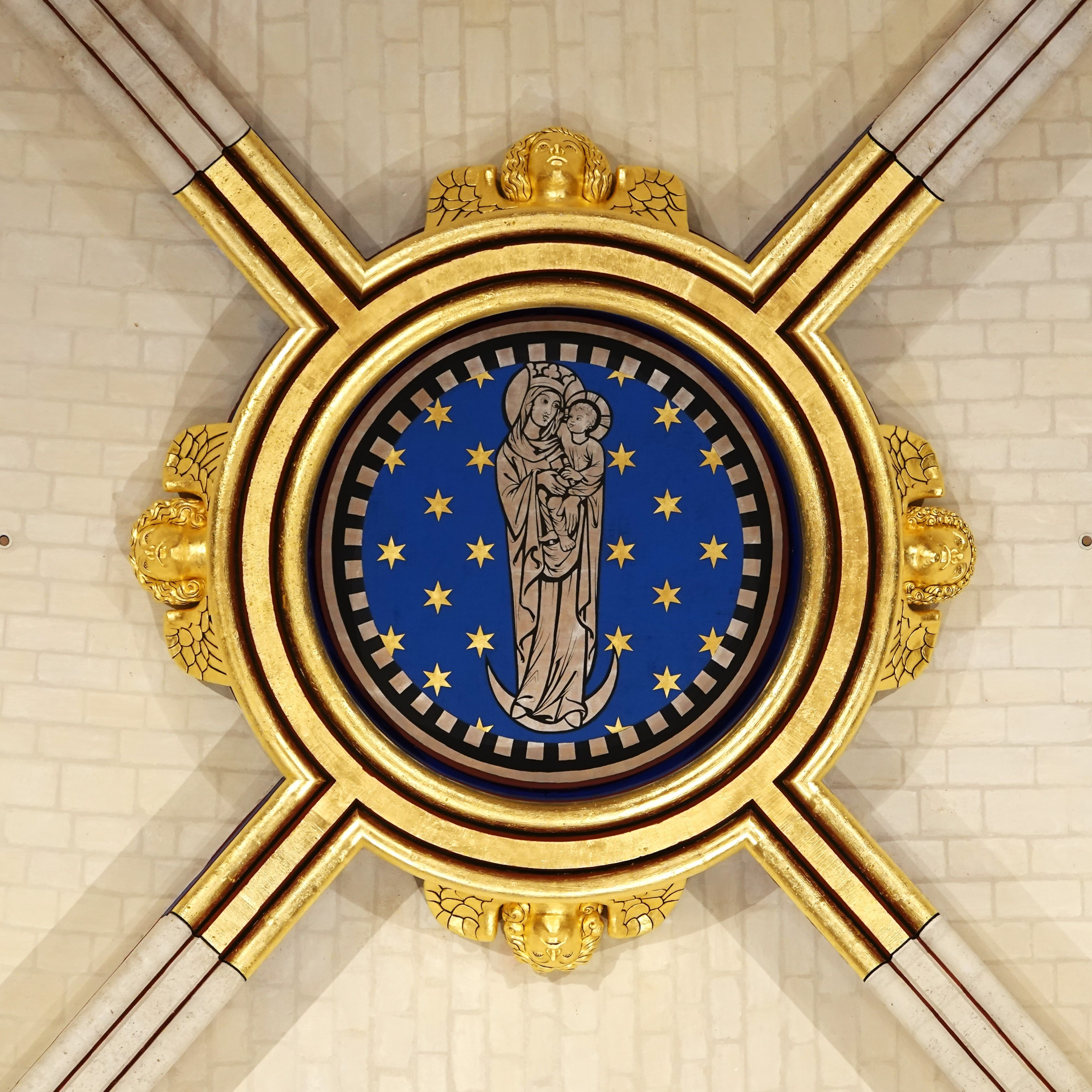
Clé de voûte principale de la cathédrale Notre-Dame de Paris.
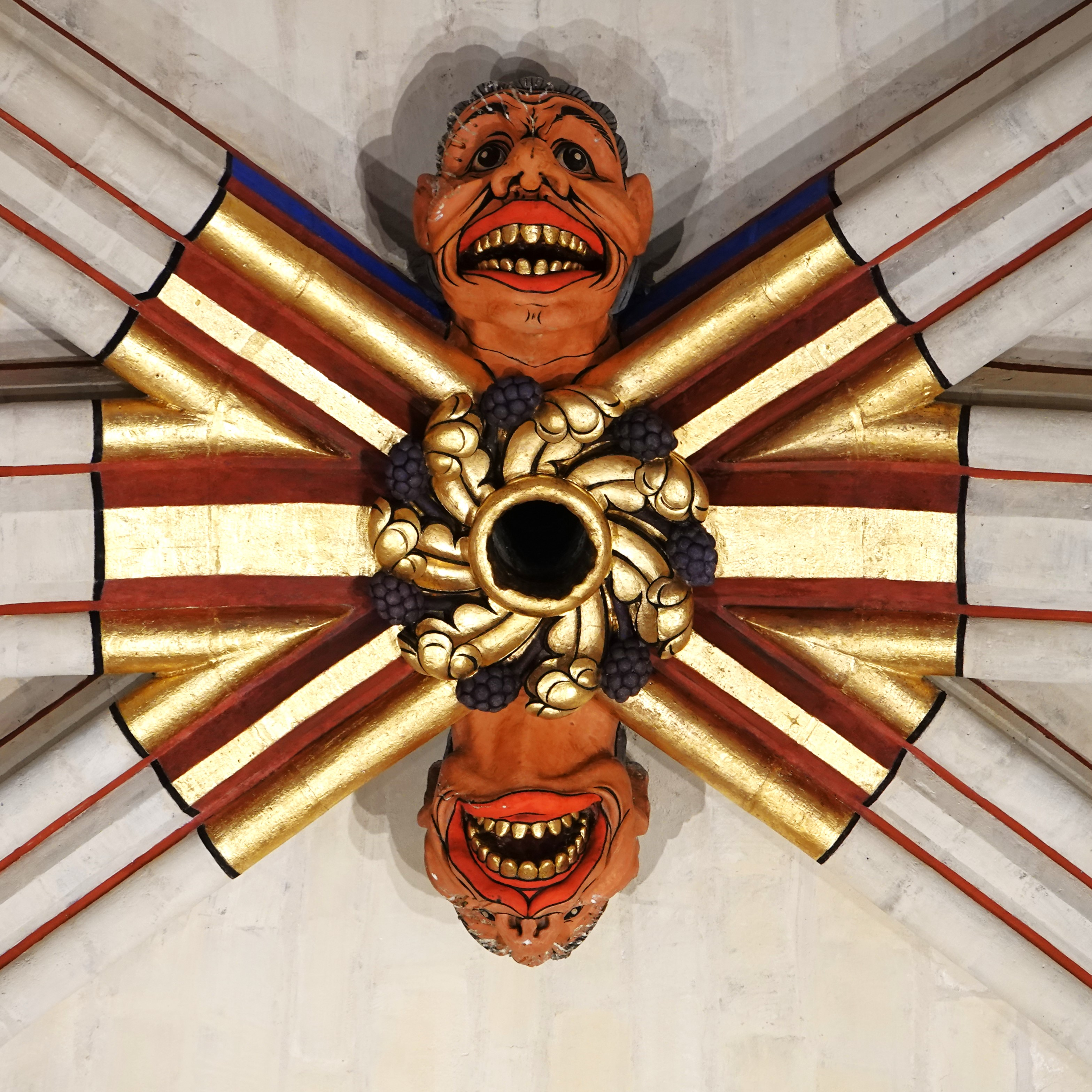
Clé de voûte de la cathédrale Notre-Dame de Paris.
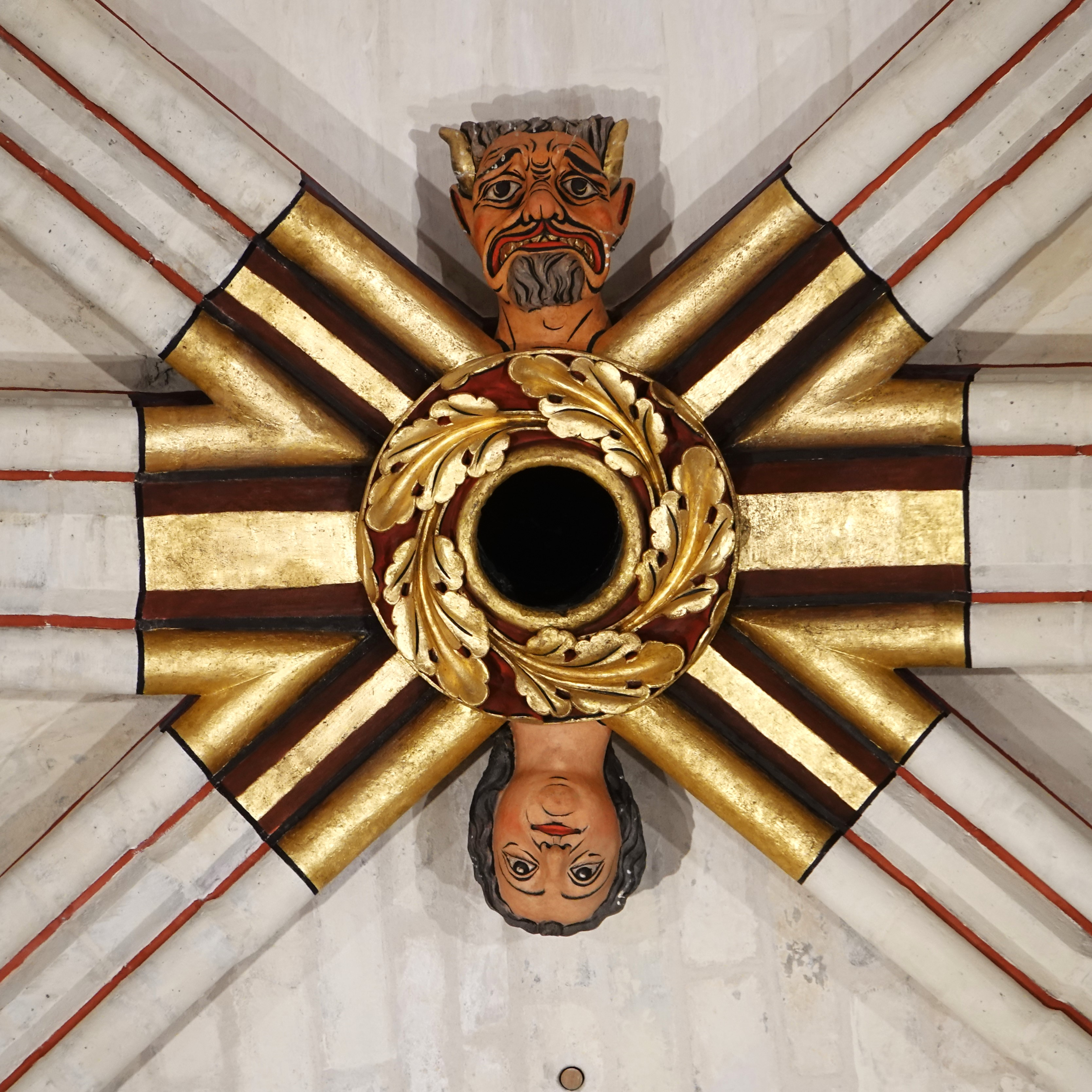
Clé de voûte de la cathédrale Notre-Dame de Paris.